# Motín de Santa Escolástica

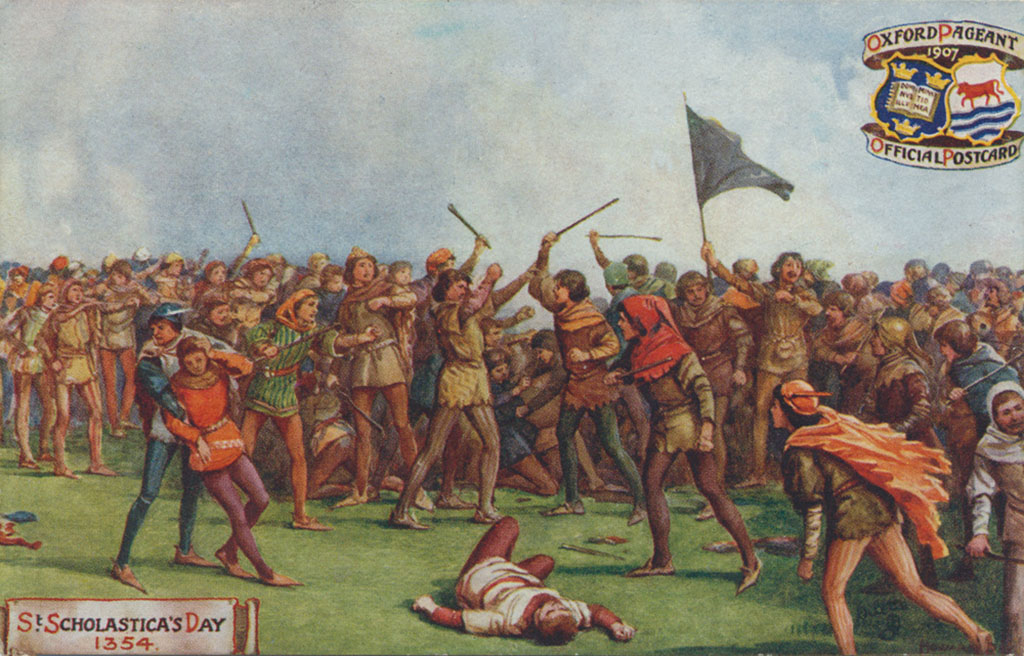
El Motín de Santa Escolástica, postal de 1907 realizada por Howard Davie (1868-1943).

El Motín de Santa Escolástica, que sucedió el 10 de febrero de 1355, es uno de los acontecimientos más notorios de la historia de la ciudad inglesa de Oxford (Reino Unido).

## Historia

### Origen
El origen de la revuelta fue un altercado en la Taberna Swindlestock (ahora el Banco Santander en Carfax, en la esquina de San Aldate y de Queen Street) entre dos estudiantes de la Universidad de Oxford, Walter Spryngeheuse y Roger de Chesterfield, y el tabernero, John Croidon. Quejándose
de la calidad de las bebidas, se llegó a un intercambio de palabras groseras que terminaron con la agresión al tabernero por parte de los estudiantes. Las represalias por este incidente dieron lugar a enfrentamientos armados entre los lugareños y los estudiantes.
El alcalde de la ciudad, John de Bereford, intentó en vano arrestar a los dos estudiantes. Nada menos que 200 universitarios apoyaron a Spryngeheuse y a Chesterfield. Al empeorar la situación, los campesinos se enfrentaron a ellos. El motín duró dos días, dejando unos 60 estudiantes y 30 lugareños muertos.

### Fin del conflicto
El conflicto se resolvió en favor de la universidad. A partir de aquel momento y cada 10 de febrero (día de Santa Escolástica), el alcalde y los concejales desfilaban por las calles y pagaban a la universidad una multa de una moneda por cada estudiante muerto. La penitencia terminó 470 años más tarde, en 1825, cuando el alcalde se negó a participar.